# 福島県道168号小高停車場線
福島県道168号小高停車場線（ふくしまけんどう168ごう おだかていしゃじょうせん）は、福島県南相馬市にある一般県道である。

## 路線概要
- 起点：福島県南相馬市小高区東町1丁目（JR常磐線 小高駅前）
- 終点：福島県南相馬市小高区東町1丁目
- 総延長：251 m[1]
  - 実延長：総延長に同じ
- 路線認定年月日：1959年8月31日[2]

## 通過する自治体
- 福島県
  - 南相馬市

## 接続・交差する道路
- 福島県道120号浪江鹿島線・福島県道260号北泉小高線（小高区東町1丁目 終点）

## 沿線
- JR常磐線 小高駅
- 東邦銀行小高支店